# Sarah Thompson
Sarah Thompson est une actrice américaine, née le 25 octobre 1979 à Los Angeles (Californie).

## Biographie
Récemment, elle a fait ses débuts dans l'industrie cinématographique de Bollywood.
Elle s'est mariée avec Brad Kane en 2007.

## Filmographie

### Cinéma
- 1997 : Ice Storm : Beth
- 1999 : A Wake in Providence : Erica
- 2000 : Sexe Intentions 2 : Danielle Sherman
- 2003 : Malibu's Most Wanted : Krista
- 2004 : L.A. Twister : Cindy
- 2007 : The Pink Conspiracy : Katie
- 2007 : Brutal : Zoë
- 2008 : Hansie : Bertha Cronje
- 2008 : Broken Windows : Katie
- 2008 : Babysitter Wanted : Angie Albright
- 2008 : Break : La femme
- 2008 : Dear Me : Samantha Billows
- 2008 : A Christmas Proposal : Reagan
- 2010 : L'Élite de Brooklyn (Brooklyn's Finest) : Sarie Fairley
- 2010 : Rajneeti : Sarah Jean Collins

### Télévision
- 1997 : Un pasteur d'enfer (série télévisée) : Bobbi
- 1999 : Les Soprano (série télévisée) : Lucinda
- 1999 : Strangers with Candy (série télévisée) : Une fille populaire #1
- 1999 : As the World Turns (série télévisée) : Deena Silva jeune
- 2000 : Madigan de père en fils (Madigan Men) (série télévisée) : Daria
- 2000 : FreakyLinks (série télévisée) : Delaney Park
- 2000 - 2002 : Boston Public (série télévisée) : Dana Poole
- 2001 : On the Road Again (série télévisée) : Christina
- 2002 : Les Anges du bonheur (Touched by an Angel) (série télévisée) : Kristie
- 2003 : Division d'élite (The Division) (série télévisée) : Madeleine Bainbridge
- 2003 - 2004 : Line of Fire (série télévisée) : Bambi
- 2003 - 2004 : Angel (série télévisée) : Eve
- 2005 - 2006 : Sept à la maison (7th Heaven) (série télévisée) : Rose
- 2007 : FBI : Portés disparus (Without a Trace) (série télévisée) : Lily Dolan
- 2008 : Dr House (série télévisée) : Nikki
- 2009 : L'Honneur d'un Marine (Téléfilm) : Annie
- 2010 : La force du destin (All My Children) (série télévisée) : Cynthia
- 2010 : Une nounou pour Noël (A Nanny for Christmas) : Tina
- 2011 : Les 12 vœux de Noël (12 Wishes of Christmas) : Faith